# Kanton Brotterode
Der Kanton Brotterode war eine Verwaltungseinheit im Distrikt Eschwege des Departements der Werra im napoleonischen Königreich Westphalen. Hauptort des Kantons und Sitz des Friedensgerichts war der Ort Brotterode im heutigen thüringischen Landkreis Schmalkalden-Meiningen. Der Kanton war einer von sechs Kantonen in der aufgelösten hessischen Exklave der Herrschaft Schmalkalden und umfasste das aufgelöste Amt Brotterode mit den zwei Orten Brotterode und Kleinschmalkalden (hess. Anteil) sowie den Ort Hohleborn vom aufgelösten Amt Schmalkalden.